# IC 1371
IC 1371 ist eine linsenförmige Galaxie vom Hubble-Typ S0 im Sternbild Aquarius auf der Ekliptik. Sie ist schätzungsweise 413 Millionen Lichtjahre von der Milchstraße entfernt.
Das Objekt wurde am 15. September 1892 von Stéphane Javelle entdeckt.